# 馮薦
馮薦（1506年—？年），字伯受，四川順慶府南充縣人，民籍。

## 生平
八月二十三日生，行四，治《易經》，由國子生中式四川鄉試第五十四名舉人，年三十六歲中式嘉靖二十年辛丑科會試第二百八名，第三甲第五十四名進士。嘉靖二十五年选授監察御史，九月实授，三十二年巡按山东，三十四年巡按湖广，三十五年三月大学士李本奉诏考察不职科道官，以浮躁降调。

## 家族
曾祖馮敬；祖馮冕；父馮喬；母謝氏。慈侍下，妻趙氏，兄載；亨。